# Comicola
Công ty cổ phần Comicola hay còn gọi là Comicola là một công ty hoạt động trong lĩnh vực giải trí, phát hành các sản phẩm giải trí văn hóa của tác giả Việt Nam.
Sản phẩm chủ yếu Comicola là Truyện tranh Việt Nam, các sản phẩm văn hóa giải trí thuần Việt do các tác giả Việt Nam sáng tác.
Những sản phẩm tiêu biểu của Comicola bao gồm bộ truyện tranh Long Thần Tướng, Địa Ngục Môn, Hesman, ứng dụng đọc truyện tranh trực tuyến Comi Webtoon, nền tảng gây quỹ cộng đồng Comicola Crowdfunding, trò chơi điện tử Còi To Cho Vượt.

## Phạm vi hoạt động

### Sách giấy
Những tác phẩm mà Comicola phát hành chủ yếu là truyện tranh của họa sĩ Việt Nam với nhiều chủ đề đa dạng. Một số cuốn sách của Comicola được sản xuất thông qua hình thức gây quỹ cộng đồng.
Danh sách các sản phẩm tiêu biểu đã phát hành:
| Tên tác phẩm                                 | Tác giả               | Năm phát hành | Tình trạng     |
| Long Thần Tướng                              | Phong Dương Comics    | 2014          | Đang phát hành |
| Nhóm Máu O                                   | Dương Minh Đức        | 2015          | Hoàn thành     |
| Tôi Vẽ                                       | Nhiều tác giả         | 2015          | Hoàn thành     |
| Tai Mèo – Mặt Ngầu                           | Mèo Mun Đen           | 2015          | Hoàn thành     |
| Artbook Tuyệt Đỉnh Sinh Vật                  | Tuyệt Đỉnh Sinh Vật   | 2015          | Hoàn thành     |
| 50 Sắc Màu                                   | Dương Thạch Thảo      | 2016          | Hoàn thành     |
| Thành Kỳ Ý                                   | Linh                  | 2016          | Hoàn thành     |
| Địa Ngục Môn                                 | Can Tiểu Hy           | 2016          | Hoàn thành     |
| Nhật ký Đầu Gấu                              | TéddiBe               | 2016          | Hoàn thành     |
| Quan Trọng Là Phải Đẹp Trai                  | Bùi Đình Thăng        | 2016          | Hoàn thành     |
| My Papa Is Demon                             | Dương Minh Ngọc       | 2016          | Hoàn thành     |
| Cho Em Gần Anh Thêm Chút Nữa                 | Dương Thạch Thảo      | 2016          | Hoàn thành     |
| Tam Tấu Violin                               | Mèo Ú Sáu Múi         | 2016          | Hoàn thành     |
| Tuyển Tập Truyện Tranh Comi                  | Nhiều tác giả         | 2017          | Hoàn thành     |
| Xấu Hổ Hay Dễ Thương                         | Châu Chucky           | 2017          | Hoàn thành     |
| Sách Pop up – Sài Gòn Phố                    | Nhóm Nextstep         | 2017          | Hoàn thành     |
| Bad Luck                                     | Nguyễn Huỳnh Bảo Châu | 2018          | Đang phát hành |
| Black Rose                                   | Dương Thạch Thảo      | 2018          | Hoàn thành     |
| Cánh Hoa Trôi Giữa Triều Đại                 | Tuyết Tuyết           | 2019          | Đang phát hành |
| Dệt Nên Triều Đại                            | Vietnam Centre        | 2020          | Hoàn thành     |
| Tiểu Thuyết Aftermath                        | Nam Thanh             | 2020          | Đang phát hành |
| Bẩm Thầy Tường, Có Thầy Vũ Đến Tìm           | Hoàng Tường Vy        | 2020          | Đang phát hành |
| Việt Sử Diễn Họa                             | COMET WITHOUSE        | 2021          | Hoàn thành     |
| Tuyệt Đỉnh Hói Bang                          | Tiêu Tân Vũ           | 2021          | Đang phát hành |
| Truyện Ma Sau 6 Giờ                          | Lê Vũ Kiến Duy        | 2021          | Đang phát hành |
| Gánh Hát Lưu Diễn Muôn Phương                | Nhóm tác giả          | 2021          | Hoàn thành     |
| Chương Cuối Của Mùa Hạ                       | Nam Thanh             | 2022          | Hoàn thành     |
| Chiêu Hoàng Kỷ – Ghi chép về Nữ Đế cuối cùng | Nhóm tác giả          | 2022          | Đang phát hành |
| 69 Sắc Thái – Giải Phẫu Học Nghệ Thuật       | Nguyễn Ngọc Linh      | 2022          | Hoàn thành     |
| Muốn bỏ cậu vào giỏ hàng                     | Gấu Chắng ở Nam Cực   | 2023          | Đang phát hành |

### Webtoons
Webtoon là hình thức truyện tranh online phổ biến trên thế giới. Ở Việt Nam, webtoon vẫn chưa phát triển và thịnh hành và Comicola là đơn vị đi tiên phong trong việc phát hành các tác phẩm webtoon bản quyền trên nền tảng đúng chuẩn. Những bộ webtoon này được mua bản quyền từ nhiều quốc gia như Hàn Quốc, Trung Quốc, Việt Nam.
Các tác phẩm này được Comicola phát hành qua hai hình thức: website và ứng dụng di động.

### Ứng dụng di động
- Game Còi to cho vượt
Còi to cho vượt là dự án hợp tác giữa Comicola và Ford Việt Nam. Game mô phỏng việc tham gia giao thông ở Việt Nam. Qua đó giúp nâng cao ý thức của người tham gia giao thông. Các nhân vật trong game đều là các nhân vật truyện tranh quen thuộc do Comicola sỡ hữu bản quyền.
- Comi Mobi                                
Comi Mobi là ứng dụng đọc truyện tranh online do Comicola phát hành, cung cấp các tác phẩm webtoon bản quyền của các tác giả trong nước và quốc tế. Định hướng của Comi Mobi là trở trành một ứng dụng giải trí cho những người yêu mến truyện tranh, tạo ý thức tôn trọng bản quyền và trả phí. 

## Sự kiện thường niên
- Vietnam Comics Day
Vietnam Comics Day là sự kiện thường niên do Comicola tổ chức. Sự kiện là nơi gắn kết cộng đồng những người yêu và ủng hộ truyện tranh Việt Nam, đồng thời tôn vinh những đóng góp của những họa sĩ trẻ.
Sự kiện được tổ chức lần đầu vào năm 2015 tại Hà Nội và TP.HCM.
Sự kiện lần thứ 2 được tổ chức vào 2016 tại TP.HCM.
Sự kiện lần thứ 3 được tổ chức vào tháng 2/2019 TP.HCM sau hơn hai năm gián đoạn.
- Vietnam - Japan Comic Fes
Vietnam - Japan Comic Fes là sự kiện lớn dành cho các fan truyện tranh, anime và cosplay Nhật Bản.
Comicola tham dự sự kiện lần đầu tiên vào năm 2020 tại TP.HCM với vai trò Ban tổ chức cùng Dentsu Vietnam.
Sau 2 năm gián đoạn do đại dịch Covid, năm 2022 vẫn với vai trò Ban tổ chức cùng Dentsu Vietnam, Comicola tiếp tục quay lại đồng hành cùng sự kiện VJCF mùa thứ 2.

## Thành tựu
Năm 2016, cuốn sách Long Thần Tướng của nhóm tác giả Phong Dương Comics do Comicola phát hành năm 2014 đã đạt giải Bạc cuộc thi International Manga Award. Họa sĩ Thành Phong đã thay mặt nhóm để nhận giải.
Năm 2017, vượt qua 296 tác phẩm đền từ 55 quốc gia, cuốn sách Địa Ngục Môn của tác giả Can Tiểu Hy đã đạt giải Bạc cuộc thi International Manga Award lần thứ 10.
Năm 2022, tác phẩm "Bẩm Thầy Tường Có Thầy Vũ Đến Tìm" của tác giả Hoàng Tường Vy,  do Comicola phát hành đạt giải Đồng cuộc thi International Manga Award lần thứ 16.
Năm 2024, tác phẩm "Điệu Nhảy Của Vũ Trụ" của tác giả Nachi Nguyễn đã vượt qua 587 tác phẩm của các tác giả quốc tế khác để mang về giải Bạc cuộc thi Japan International Manga Award lần thứ 17.

## Các kênh mạng xã hội
- Facebook: https://www.facebook.com/comicola
- Tiktok: https://www.tiktok.com/@comicola
- Telegram: https://t.me/comicola